# 自由克什米爾
自由克什米爾，全稱自由查謨和克什米爾（羅馬化：Āzād Jammū̃ o Kaśmīr 讀音ⓘ），是巴基斯坦控制的克什米爾地區的一部份。面積13,297平方公里，人口3,965,999（2006年）。首府穆扎法拉巴德。主要语言有克什米尔语、乌尔都语、印德科語、帕哈里语、古吉里語、普什图语等。此處為2005年克什米爾大地震震央。

## 历史
原为克什米尔土邦的一部分，第一次印巴战争后被巴基斯坦控制。

## 政治
因巴基斯坦政府在克什米尔问题上的立场，该地在宪法层面尚未并入巴基斯坦版图，是巴基斯坦唯一一个“地方当局”，該非建制地區屬名義上的自治行政區劃，有民選的總統、總理、议会和高等法院，但不能参加巴基斯坦的選舉。下分兩個專區，之下又有八個區。